# Unterhaun
Unterhaun ist ein Ortsteil der Gemeinde Hauneck im Landkreis Hersfeld-Rotenburg in Hessen. Unterhaun ist, gemessen an der Einwohnerzahl, der größte Ort in der Gemeinde. In Unterhaun befindet sich der Sitz der Gemeindeverwaltung.

## Geographische Lage
Der Ortsteil liegt im unteren Haunetal, beiderseits der Haune, bevor der Fluss etwa 3,5 Kilometer nördlich, in Bad Hersfeld in die Fulda fließt. Der alte Ortskern liegt auf der linken Flussseite, wo sich der Ort am westlichen Hang des Johannesberges und der vorgelagerte Anhöhe des Johannesberges, dem Kirchberg (früher Kreuzberg genannt), entlang der alten Haune und in das kleine Tal des Weyersgrabens hinein, ausbreitet. Der größere Teil des Dorfes liegt auf der rechten Flussseite, wo das Gelände nach Osten hin zur Kuppenrhön hin ansteigt.
Der Weiler Wendebach, der etwas weiter flussaufwärts auf der linken Seite des Haunetales liegt gehört zu Unterhaun. Durch diesen Weiler fließt der Wenkbach in die Haune.

## Geschichte

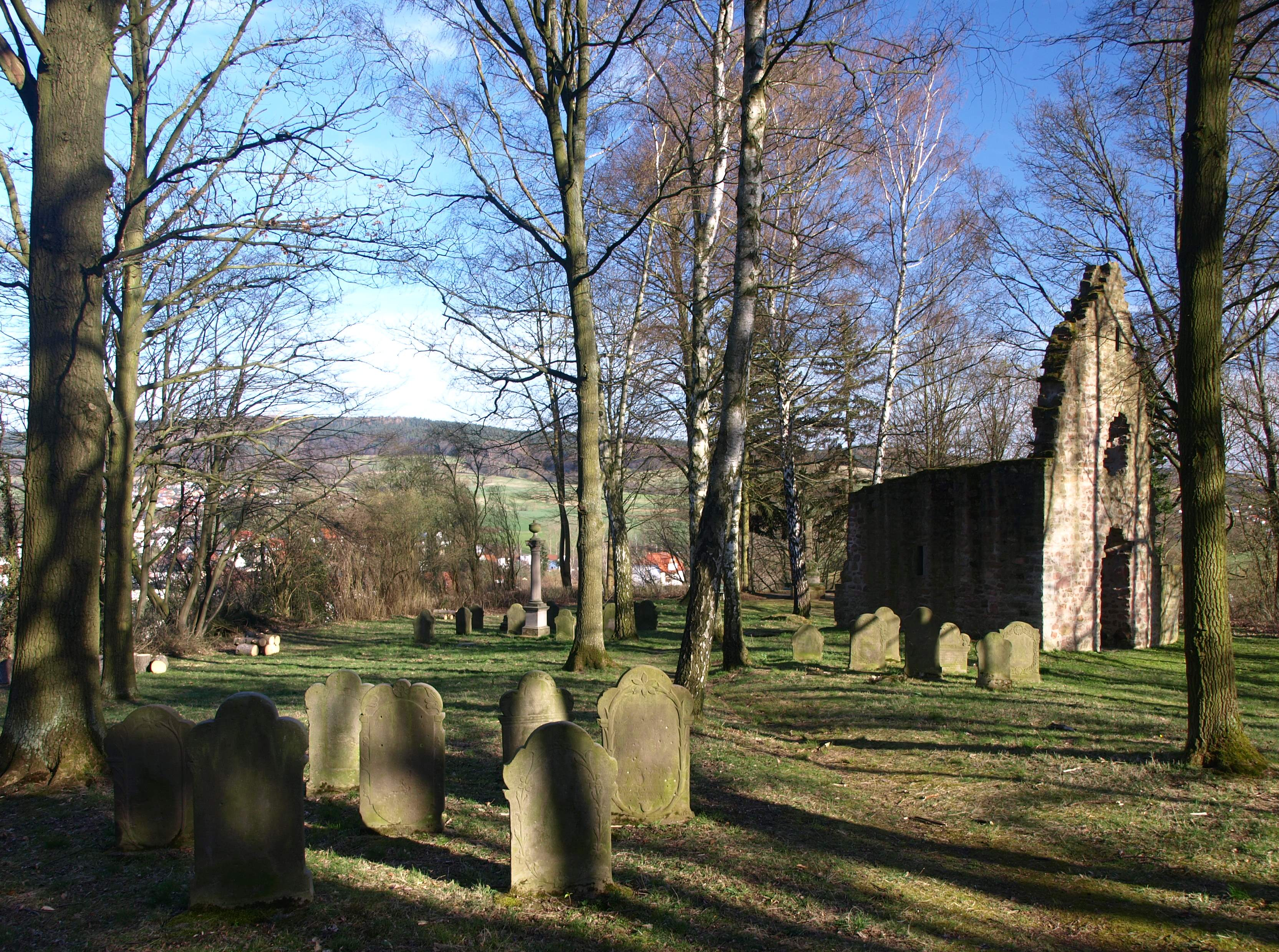
Bergfriedhof mit der Ruine der mittelalterlichen Kirche

Gedenkstein an Georg Groscurth auf dem Bergfriedhof

### Ortsgeschichte
Die erste bekannte Erwähnung eines Ortes im Bereich des heutigen Unterhaun war die Kreuzkapelle auf dem Kirchberg, im Jahr 972. Die Kapelle weist frühmittelalterliche Bauformen auf und ist vermutlich von der Abtei Hersfeld auf einem germanischen Versammlungsplatz gebaut worden. Der Flurname „Thing“ weist noch auf diese Vergangenheit. Sie diente damals vermutlich als Wallfahrtsort.
Die Nennung Ortes als Niderhuno im Codex Eberhardi des Klosters Fulda wird in die Zeit um 1090 bis 1150 datiert.
Im Jahr 1185 gingen die Patronatsrechte für die „capella in Cruceberg“ von der Abtei Hersfeld an die Propstei Johannesberg über. Unterhalb des Kreuzberges entwickelte sich eine Ortschaft gleichen Namens, deren Ursprünge daher wohl ins frühe Mittelalter zurück reicht und seitdem im Besitz der Abtei Hersfeld war. Das Dorf Kreuzberg wurde 1217 das erste Mal in einer Urkunde des Hersfelder Abtes Ludwig I. an den Vogt Bertho von Buchenau, als Cruceberc erwähnt.
Parallel wurde ab dem 12. Jahrhundert auch der Ort Unterhaun, als „Niederhuno“ das erste Mal erwähnt. Vermutlich bezog diese Ortslage nur auf den Bereich rechts von der Haune, die mit dem Ort Kreuzberg durch einen Holzsteg verbunden war. In einer Urkunde aus dem Jahr 1217 wird eine Flur „de Ponte in Hnane“ erwähnt. Man geht davon aus, dass es sich hier um die heutige Ortslage Unterhaun handelt. Im Jahr 1230 wird der Ort als „Niedern Huna“, 1408 als „Niedern Hun“, 1409 als „Untern Huna“ und 1673 als „Niedern Haun“ genannt.
Die Kapelle auf dem Kreuzberg wurde zur Pfarrkirche des Dorfes Kreuzberg und Unterhaun. Seit 1185 waren die Einwohner von Kreuzberg und Unterhaun dem Propst auf dem Johannesberg Frondienstpflichtig. Um 1230 war der Johannesberger Propst in Besitz einiger Güter in Unterhaun. Ab 1313 gehörte Kreuzberg zur Propstei Johannesberg. 1415 wird die Propstei zu einem eigenen Verwaltungsbezirk der Abtei Hersfeld, deren Gerichtssitz auf dem Johannesberg lag. Seitdem gehörten Kreuzberg und Unterhaun zu dem Gericht Johannesberg.
Lange Zeit hatten die Herren von Buchenau (Buchenaouwe) das Gericht Johannesberg zum Lehen. Bis Anfang des 17. Jahrhunderts war die Abtei Hersfeld bzw. die Propstei Johannesberg Lehnsherr, danach waren die Landgrafen von Hessen-Kassel die Lehnsherren. Zeitweise hatten die Buchenauer auch das Amt des Vogtes auf dem Johannesberg inne. Deswegen gab es zwischen den Buchenauern und dem Johannesberger Propst im 15. und 16. Jahrhundert oft Streitigkeiten.
Im 16. Jahrhundert wurde Kreuzberg bzw. Unterhaun zur Wüstung, bis Ende des 17. Jahrhunderts der Ort Unterhaun neu besiedelt wurde. Von da an wurde die ganze Ortslage Unterhaun genannt.
Im Jahr 1610 hatte Unterhaun 36 Haushaltungen und im Jahr 1747, 41 Haushaltungen. In dem Dorf befanden sich 1773, 32 Leineweber, 6 Schneider und 13 andere Gewerbetreibende. Im Ort befand sich die Bannmühle, in die die Bauern des unteren Haunetales ihr Getreide bringen mussten.
Im Jahre 1736 erhielt die Gemeinde eine neue Kirche, die vom Schmalkaldener Landbaumeister A. G. Erdinger im Stil des Barocks erbaut wurde. In der Folge verfiel in diesem Jahrhundert die Kreuzkapelle auf der Anhöhe über dem Ort. Der Bergfriedhof  um die Kreuzkapelle wurde 1904 aufgehoben. Heute ist der Bergfriedhof für das Dorf Unterhaun eine Stätte der Erinnerung an ihre Geschichte. Sie ist dem Gedenken an die Opfer der Kriege und der Besinnung auf unsere irdische und ewige Bestimmung gewidmet.
Am 8. Mai 1944 wurde der in Unterhaun geborene Arzt und Widerstandskämpfer in der Zeit des Nationalsozialismus, Georg Groscurth in Brandenburg hingerichtet. Auf dem 1980 eingeweihten Gedenkstein im Bergfriedhof, steht ein Zitat aus seinen Abschiedsbrief: „Ich sterbe für ein Leben ohne Menschenhaß“.
Hessische Gebietsreform (1970–1977)
Im Zuge der Gebietsreform in Hessen entstand zum 31. Dezember 1971 die Gemeinde Hauneck durch den freiwilligen Zusammenschluss  der bis dahin selbständigen Gemeinden Oberhaun, Rotensee, Sieglos und Unterhaun.
Für die ehemals eigenständigen Gemeinden wurden Ortsbezirke mit Ortsbeirat und Ortsvorsteher nach der Hessischen Gemeindeordnung gebildet.

### Bevölkerung
Einwohnerstruktur 2011
Nach den Erhebungen des Zensus 2011 lebten am Stichtag dem 9. Mai 2011 in Unterhaun 1063 Einwohner. Darunter waren 30 (2,8 %) Ausländer.
Nach dem Lebensalter waren 150 Einwohner unter 18 Jahren, 414 waren zwischen 18 und 49, 258 zwischen 231 und 64 und 57 Einwohner waren älter. Die Einwohner lebten in 462 Haushalten. Davon waren 126 Singlehaushalte, 138 Paare ohne Kinder und 147 Paare mit Kindern, sowie 45 Alleinerziehende und 6 Wohngemeinschaften. In 64 Haushalten lebten ausschließlich Senioren und in 291 Haushaltungen leben keine Senioren.
Einwohnerentwicklung
| Unterhaun: Einwohnerzahlen von 1834 bis 2020 | Unterhaun: Einwohnerzahlen von 1834 bis 2020 | Unterhaun: Einwohnerzahlen von 1834 bis 2020 | Unterhaun: Einwohnerzahlen von 1834 bis 2020 | Unterhaun: Einwohnerzahlen von 1834 bis 2020 |
| --- | -------------------------------------------- | -------------------------------------------- | -------------------------------------------- | -------------------------------------------- |
| Jahr |                                              |                                              |                                              | Einwohner                                    |
| 1834 | 1834                                         |                                              | 550                                          | 550                                          |
| 1840 | 1840                                         |                                              | 562                                          | 562                                          |
| 1846 | 1846                                         |                                              | 593                                          | 593                                          |
| 1852 | 1852                                         |                                              | 547                                          | 547                                          |
| 1858 | 1858                                         |                                              | 538                                          | 538                                          |
| 1864 | 1864                                         |                                              | 579                                          | 579                                          |
| 1871 | 1871                                         |                                              | 520                                          | 520                                          |
| 1875 | 1875                                         |                                              | 479                                          | 479                                          |
| 1885 | 1885                                         |                                              | 527                                          | 527                                          |
| 1895 | 1895                                         |                                              | 535                                          | 535                                          |
| 1905 | 1905                                         |                                              | 561                                          | 561                                          |
| 1910 | 1910                                         |                                              | 570                                          | 570                                          |
| 1925 | 1925                                         |                                              | 615                                          | 615                                          |
| 1939 | 1939                                         |                                              | 628                                          | 628                                          |
| 1946 | 1946                                         |                                              | 831                                          | 831                                          |
| 1950 | 1950                                         |                                              | 941                                          | 941                                          |
| 1956 | 1956                                         |                                              | 971                                          | 971                                          |
| 1961 | 1961                                         |                                              | 942                                          | 942                                          |
| 1967 | 1967                                         |                                              | 971                                          | 971                                          |
| 1970 | 1970                                         |                                              | 992                                          | 992                                          |
| 1980 | 1980                                         |                                              | ?                                            | ?                                            |
| 1990 | 1990                                         |                                              | ?                                            | ?                                            |
| 2001 | 2001                                         |                                              | 1.270                                        | 1.270                                        |
| 2006 | 2006                                         |                                              | 1.123                                        | 1.123                                        |
| 2011 | 2011                                         |                                              | 1.063                                        | 1.063                                        |
| 2020 | 2020                                         |                                              | 1.089                                        | 1.089                                        |
| Datenquelle: Historisches Gemeindeverzeichnis für Hessen: Die Bevölkerung der Gemeinden 1834 bis 1967. Wiesbaden: Hessisches Statistisches Landesamt, 1968. Weitere Quellen: LAGIS; Zensus 2011; Gemeinde Hauneck |                                              |                                              |                                              |                                              |

Religionszugehörigkeit
| • 1885: | 519 evangelische (= 98,48 %), sechs katholische (= 1,14 %), zwei jüdische (= 0,98 %) Einwohner |
| • 1961: | 830 evangelische (= 88,11 %), 105 katholische (= 11,15 %) Einwohner                            |

## Kultur und Sehenswürdigkeiten

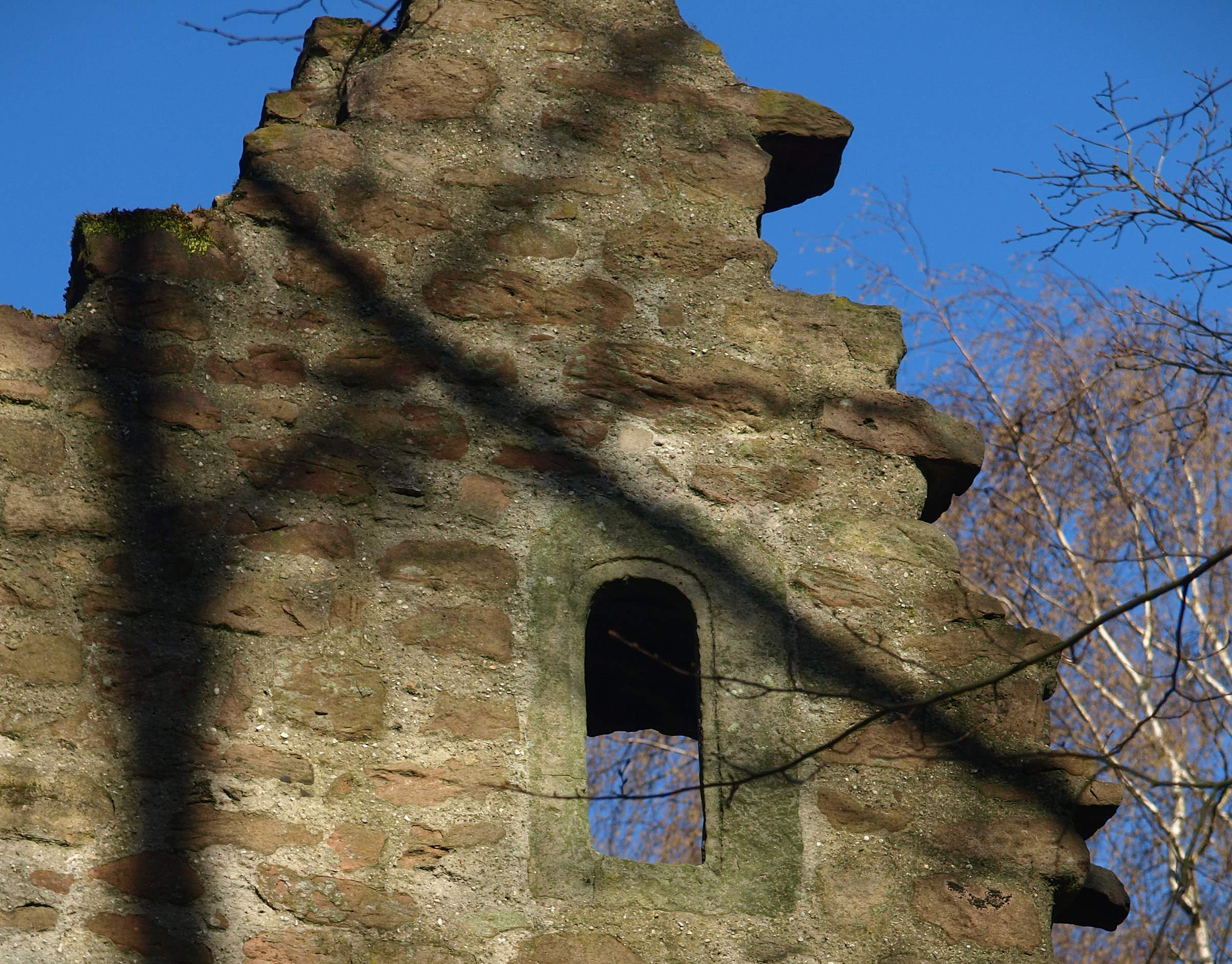
Monolithes Fenster in der Westwand der mittelalterlichen Kirche

Die Kreuzkapelle, deren Ruine heute zu sehen ist, wurde vermutlich vom Kloster Hersfeld auf dem Kreuzberg, einem germanischen Versammlungsplatz gebaut. Der Flurname „Thing“ weist noch auf diese Vergangenheit hin. Bei Ausgrabungen im Jahr 1937, legte man die Grundmauern der regelmäßig kreuzförmigen Kapelle frei. Die vier Arme enden mit halbrunden Apsiden und waren vermutlich oben mit Kalotten abgeschlossen. Im 14. Jahrhundert wurde die Kapelle um ein einschiffiges Langhaus mit Westturm erweitert und teilweise überbaut. Dabei wurden Teile der alten Kreuzkapelle weiter verwendet. So sieht man in den noch mehrere Meter hohen Mauerresten des Langhauses ein aus dem ganzen Stein gehauenes Rundbogenfenster, das man der alten Kreuzkapelle zuschreibt. Man datiert die Kreuzkapelle zwischen das 8. und 10. Jahrhundert.
Um die Kreuzkapelle befindet sich der alte Bergfriedhof des Dorfes. Heute sind auf dem Bergfriedhof noch Grabsteine aus dem 18. und 19. Jahrhundert zu sehen. Weiterhin stehen hier zwei Gedenkstätten für die Gefallenen der Weltkriege und ein Gedenkstein an den Arzt und Widerstandskämpfer gegen das Nazi-Regime, Dr. Georg Groscurth. Sein Gedenkstein wurde am Volkstrauertag 1980 eingeweiht.

## Wirtschaft und Infrastruktur

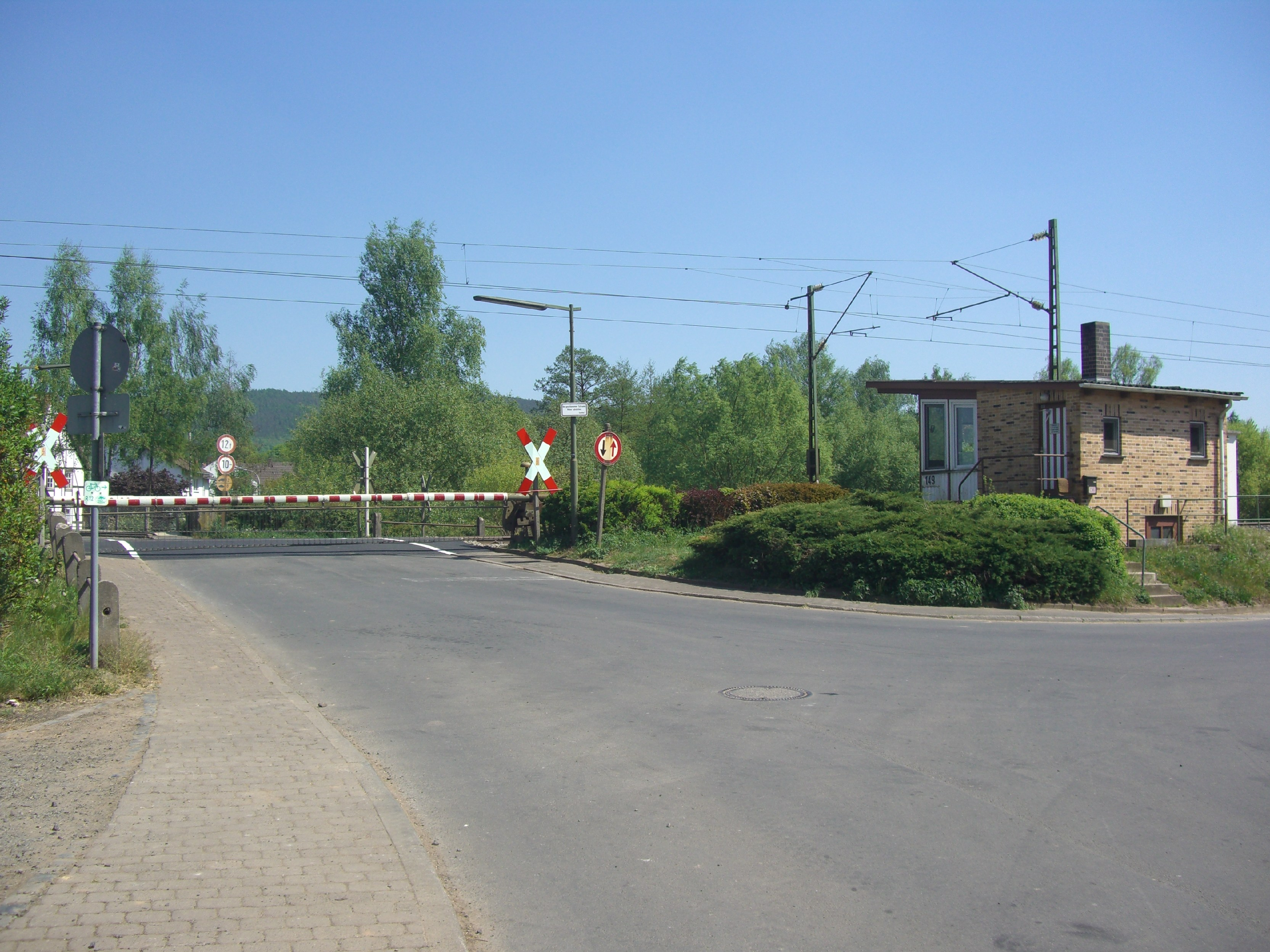
Bahnübergang Hauneck-Unterhaun (Posten 149) wärterbedient mit Handkurbel

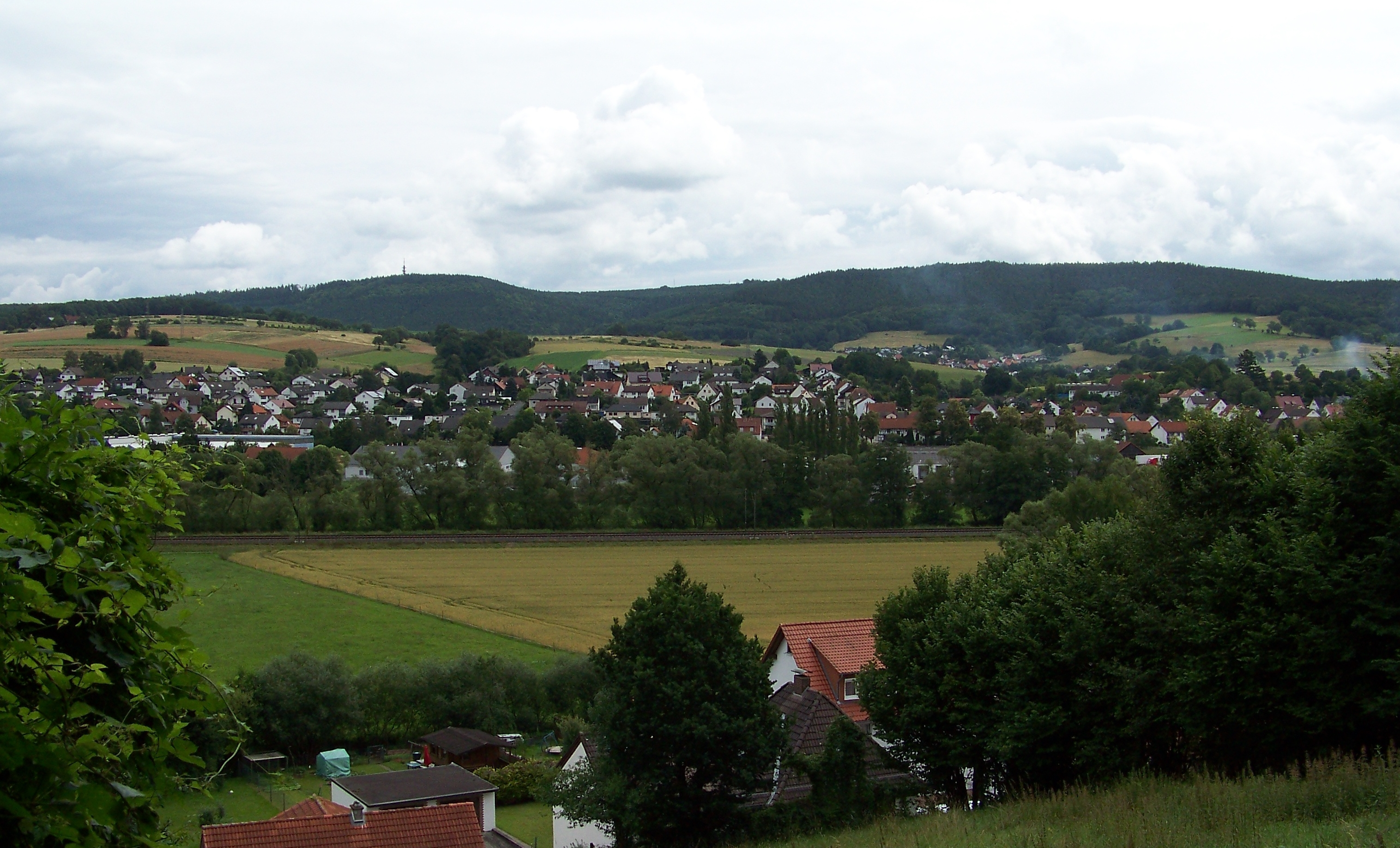
Blick auf neuen Ortsbereich von Unterhaun oberhalb der Bundesstraße 27

Unterhaun ist von Bad Hersfeld bzw. von Fulda aus, über die B 27 zu erreichen. Die Bundesstraße führt auf der rechten Seite der Haune durch das Dorf. Des Weiteren verläuft durch Unterhaun die Bahnstrecke Bebra–Fulda. Der öffentliche Personennahverkehr erfolgt durch den NVV mit der Linie 365.
In Unterhaun befinden sich zwei größere Gewerbegebiete (die Döllwiesen in der Hanueaue und die Blaue Liede etwas erhöht, direkt an der Gemarkungsgrenze zu Bad Hersfeld gelegen). Sie sind insbesondere durch die gute Verkehrsanbindung attraktiv (A 4, Richtung Eisenach oder das etwa 10 km entfernte Kirchheim, letztere dort mit Anschluss an A 7 und A 5). Daher haben sich hier mehrere Logistikfirmen mit ihren Verteilzentren niedergelassen.
Im Ort liegt auch der größte Supermarkt von Hauneck, dessen Einzugsbereich auch die nah liegenden Bad Hersfelder Stadtteile Petersberg und Hohe Luft umfasst.

## Persönlichkeiten
- Georg Groscurth (1904–1944), Arzt und antifaschistischer Widerstandskämpfer